# Département de Coronel Felipe Varela
Le département de Coronel Felipe Varela est une des 18 subdivisions de la province de La Rioja, en Argentine. Son chef-lieu est la ville de Villa Unión.
Sa superficie est de 9 184 km2. Sa population s'élevait à 9 939 habitants en 2001, soit une densité de 1,1 hab./km2.